# Mikael Strömberg
Mikael Strömberg, född år 1976 i Norrtälje, är en svensk författare och musiker.
Strömberg debuterade med romanen Vätten år 2011 på Frank Förlag. Hans andra bok Inmurad utkom år 2012. Han har sedan dess skrivit ett flertal skräck- och spänningsromaner, kapitelböcker för unga och en handfull noveller. I hans böcker förenas allt som oftast vardagsrealism med övernaturliga element. Strömbergs böcker hör till skräckgenren och är starkt influerade av nordisk folktro.

## Böcker
- Pestkung (2022)
- Skräckstorm (2020)
- Det varma kroppar lockar (2019)
- De förjagade (2017)
- Sattyg (2016)
- Vad gör dina barn när du sover? (2015)
- Inmurad (2012)
- Vätten (2011)

## Intränglingar (Noveller 2017-2021)
- Svarthål
- Skuggvärld
- Stamfäste
- Själskifte
- Sorgegast
- Stoftland
- Skogsrov
- Skrymtvalv
- Stenfoster